# Prachtausgabe

Wilhelm von Kaulbach: Schiller-Galerie. Einband

Als Prachtausgaben oder Prachtwerke werden allgemein aufwendig ausgestattete Bücher bezeichnet, speziell Werke im historistischen Design des 19. Jahrhunderts.
Für Prachtausgaben sind eine reiche Buchausstattung (goldgeprägte Einbanddecke, Goldschnitt, Rotdruck) und Buchschmuck (Rahmen, Leisten, Vignetten, Initialen u. a. m.) sowie Illustrationen charakteristisch. Das Prachtwerk ist es ein repräsentatives Schaustück, häufig konzipiert als literarisches und buchkünstlerisches Denkmal. Großformatige Werke lagen als „Besehbuch“ im Salon aus, wurden auf einem Steh- oder Tischpult präsentiert. „Die Prachtausgaben in der zweiten Hälfte des 19. Jahrhunderts sind konstitutive Bestandteile von Einrichtungs-Gesamtkunstwerken; sie sind integrale Ausstattungsstücke wie die Gipsbüsten und Statuetten, die gleichzeitig den Salon erobern.“ (Mazzoni, S. 58) Kleinformatige Prachtausgaben dienten als Geschenkbücher, insbesondere für Frauen.
Publiziert wurden mit Vorliebe klassische und romantische Texte von Goethe und Schiller bis Heinrich Heine sowie deren epigonale Nachfolger. Beliebt waren Gedichtanthologien (vgl. den Anthologisten Karl Zettel), Lyrikausgaben und Versdichtungen (wie z. B. Joseph Victor von Scheffels „Trompeter von Säckingen“ oder Conrad Ferdinand Meyers „Huttens letzte Tage“, 4. Aufl. in Großoktav 1881), weniger Prosawerke. Für die Illustratoren (Wilhelm von Kaulbach, Alexander von Liezen-Mayer, Arthur von Ramberg, Paul Thumann u. a.) waren die Prachtwerke ein wichtiges Betätigungsfeld. Den Buchschmuck wie auch Illustrationsmaterial konnten sich die Verlage über den Klischeehandel (Klischee (Drucktechnik)) besorgen.
Die Blütezeit solcher Prachtwerke ist das 19. Jahrhundert, insbesondere die Gründerzeit und der Historismus bis zum Ersten Weltkrieg. Gegen die maschinell hergestellten Prachtausgaben wandte sich die Buchkunstbewegung um 1900.

## Beispiele
- Gmundener Prachtwerk
- Illustriertes Prachtwerk sämtlicher Taubenrassen („der Schachtzabel“), Standardwerk von Emil Schachtzabel
- Italien – Eine Wanderung von den Alpen bis zum Aetna, landeskundliches Prachtwerk des Engelhorn Verlags